# Radiacmea intermedia
Radiacmea intermedia är en snäckart som först beskrevs av Suter 1907.  Radiacmea intermedia ingår i släktet Radiacmea och familjen Lottiidae. Inga underarter finns listade i Catalogue of Life.